# Lijst van voetbalinterlands Burkina Faso - Zuid-Afrika (vrouwen)
Deze lijst van voetbalinterlands is een overzicht van alle officiële voetbalinterlands tussen de nationale vrouwenteams van Burkina Faso en Zuid-Afrika. De landen hebben tot nu toe drie keer tegen elkaar gespeeld.

## Wedstrijden
| № | Plaats       | Datum            | Competitie                                | Wedstrijd                  | Uitslag |
| - | ------------ | ---------------- | ----------------------------------------- | -------------------------- | ------- |
| 1 | Soweto       | 22 oktober 2017  | Vriendschappelijk                         | Zuid-Afrika − Burkina Faso | 4 − 0   |
| 2 | Yamoussoukro | 30 november 2023 | Afrikaans kampioenschap 2025 kwalificatie | Burkina Faso − Zuid-Afrika | 1 − 1   |
| 3 | Pretoria     | 4 december 2023  | Afrikaans kampioenschap 2025 kwalificatie | Zuid-Afrika − Burkina Faso | 2 − 0   |

## Samenvatting
| Competitie                           | Totaal gespeeld | Winst Burkina Faso | Gelijk | Winst Zuid-Afrika | Doelsaldo Burkina Faso – Zuid-Afrika |
| ------------------------------------ | --------------- | ------------------ | ------ | ----------------- | ------------------------------------ |
| Afrikaans kampioenschap kwalificatie | 2               | 0                  | 1      | 1                 | 1 − 3                                |
| Vriendschappelijk                    | 1               | 0                  | 0      | 1                 | 0 − 4                                |
| Totaal                               | 3               | 0                  | 1      | 2                 | 1 − 7                                |